# Вилегодск
Вилегодск — село в Вилегодском муниципальном округе Архангельской области. С 1924 года — центр Вилегодского сельсовета. До 2020 года было административным центром Вилегодского сельского поселения. Располагается на правом, высоком берегу реки Виледь.  

## География
Находится на расстоянии приблизительно 16 км на восток-северо-восток по прямой от административного центра района села Ильинско-Подомское. Через село проходит федеральная автодорога А123.
Село является центром прилегающих к селу деревень: Насадкинская, Новораспаханная, Щербинская, Мышкино, Дресвянка, Кочнева Гора.

## История
В 1710 году место отмечалось как Богоявленский погост. 
В 1816 году данное место обозначено как погост Спаской на Подробной карте Российской Империи и близлежащих заграничных владений. Вероятно, название погост Богоявленский появилось после строительства рядом Богоявленской церкви.
В 1814 году была построена каменная Богоявленская церковь, в 1848 году освящена. В 1905 году началось строительство новой большой (современной?) церкви. До 1917 года церковь не была освящена.
В 1859 году на Богоявленском погосте Сольвычегодского уезда Вологодской губернии при реке Виледи с православной церковью было учтено 4 двора, 10 мужчин и 13 женщин. Скорее всего в 4-х дворах при церкви на погосте располагаются семьи церковнослужителей.
Раньше у реки Виледь, по имени которой теперь называется село, было другое русло, проходившее по самому селу, совсем рядом с церковью. 
6 июня 1924 года создание Вилегодского сельсовета. 
Формирование Вилегодска было тесно связано с созданием Вилегодского района, выделенного из Сольвычегодского уезда, и Вилегодского сельсовета на новом месте из Вилегодской волости (с.о Пригодинское, с.о. Саминское). В 1924 году на новом месте размещается: Вилегодский сельсовет, фельдшерский пункт, бывшая церковно-приходская школа Богоявленской церкви, изба-читальня, сельский комитет КОВ, создаётся и другая необходимая инфраструктура. Из церковного центра Богоявленское со временем перерастает в центр крупного сельсовета — становится Вилегодском.  
Село было переименовано в Вилегодск примерно в начале 1940-х годов.
В 1968 году строительство Дома культуры вместительностью 300 человек, профинансировал строительство колхоз «Родина».

## Население
| 2002 | 2010 | 2012 |
| ---- | ---- | ---- |
| 276  | ↘256 | ↗274 |

## Инфраструктура. Транспорт
- Вилегодская средняя школа
- Детский сад «Колосок»
- Дом культуры
- Отделение почты № 165690
- Магазины, кафе.

От Котласа и до Сыктывкара курсируют автобусы (остановка Вилегодск). Через реку Виледь перекинут бетонный 2-х полосный мост.

## Достопримечательности
Богоявленская церковь была построена в начале XIX века, освящена в 1848 году. После закрытия церкви в 1930-х годах службы в ней возобновились в 1947 году, до 1990-х годов Богоявленская церковь оставалась единственной действующей церковью в Вилегодском районе.
Памятник погибшим в годы ВОВ.